# Patinação de velocidade nos Jogos Olímpicos de Inverno de 2014 - 1500 m feminino

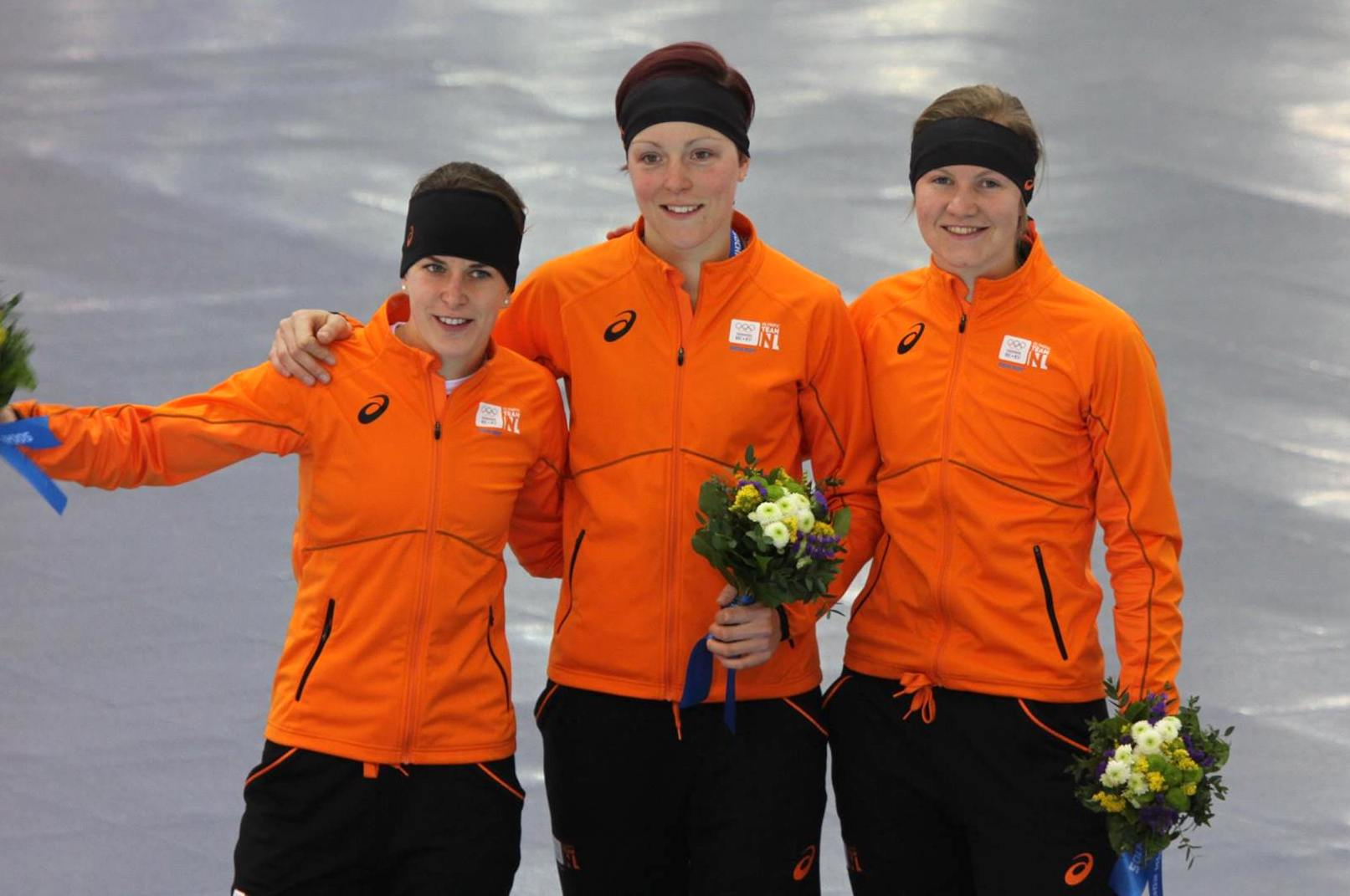
As medalhistas do evento: Wüst (esquerda), Ter Mors (centro) e Van Beek (direita)

As competições de 1500m feminino da patinação de velocidade nos Jogos Olímpicos de Inverno de 2014 foram disputadas na Adler Arena em Sóchi, em 16 de fevereiro de 2014.

## Medalhistas
| Ouro   | NED Jorien ter Mors |
| Prata  | NED Ireen Wüst      |
| Bronze | NED Lotte van Beek  |

## Recordes
Antes desta competição, os recordes mundiais e olímpicos da prova eram os seguintes:
| Tipo | Atleta          | Tempo       | Local          | Data                    |
| ---- | --------------- | ----------- | -------------- | ----------------------- |
|      | Cindy Klassen   | 1:51.79 min | Salt Lake City | 20 de novembro de 2005  |
|      | Anni Friesinger | 1:54.02 min | Salt Lake City | 20 de fevereiro de 2002 |

Um novo recorde olímpico da prova foi estabelecido durante o evento:
| Tipo | Atleta          | Tempo       | Local          | Data                    |
| ---- | --------------- | ----------- | -------------- | ----------------------- |
|      | Cindy Klassen   | 1:51.79 min | Salt Lake City | 20 de novembro de 2005  |
|      | Jorien ter Mors | 1:53.51 min | Sóchi          | 16 de fevereiro de 2014 |

## Resultados
| Pos.              | Par | Raia | Atleta                       | Tempo   | Diferença | Notas            |
| ----------------- | --- | ---- | ---------------------------- | ------- | --------- | ---------------- |
| Medalha de ouro   | 9   | I    | NED Jorien ter Mors          | 1:53.51 | —         | Recorde olímpico |
| Medalha de prata  | 15  | I    | NED Ireen Wüst               | 1:54.09 | +0.58     |                  |
| Medalha de bronze | 18  | O    | NED Lotte van Beek           | 1:54.54 | +1.03     |                  |
| 4                 | 13  | I    | NED Marrit Leenstra          | 1:56.40 | +2.89     |                  |
| 5                 | 16  | O    | RUS Yuliya Skokova           | 1:56.45 | +2.94     |                  |
| 6                 | 16  | I    | POL Katarzyna Bachleda-Curuś | 1:57.18 | +3.67     |                  |
| 7                 | 14  | I    | USA Heather Richardson       | 1:57.60 | +4.09     |                  |
| 8                 | 17  | O    | RUS Yekaterina Lobysheva     | 1:57.70 | +4.19     |                  |
| 9                 | 11  | I    | RUS Yekaterina Shikhova      | 1:58.09 | +4.58     |                  |
| 10                | 11  | O    | POL Luiza Złotkowska         | 1:58.18 | +4.67     |                  |
| 11                | 15  | O    | NOR Ida Njaatun              | 1:58.21 | +4.70     |                  |
| 12                | 12  | O    | CZE Karolína Erbanová        | 1:58.23 | +4.72     |                  |
| 13                | 17  | I    | USA Brittany Bowe            | 1:58.31 | +4.80     |                  |
| 14                | 10  | O    | POL Natalia Czerwonka        | 1:58.46 | +4.95     |                  |
| 15                | 7   | I    | CAN Kali Christ              | 1:58.63 | +5.12     |                  |
| 16                | 8   | I    | CAN Christine Nesbitt        | 1:58.67 | +5.16     |                  |
| 17                | 8   | O    | USA Jilleanne Rookard        | 1:59.15 | +5.64     |                  |
| 18                | 18  | I    | GER Claudia Pechstein        | 1:59.47 | +5.96     |                  |
| 19                | 2   | I    | BEL Jelena Peeters           | 1:59.73 | +6.22     |                  |
| 20                | 2   | O    | KOR Kim Bo-reum              | 1:59.78 | +6.27     |                  |
| 21                | 6   | O    | JPN Misaki Oshigiri          | 2:00.03 | +6.52     |                  |
| 22                | 3   | O    | CHN Zhao Xin                 | 2:00.27 | +6.76     |                  |
| 23                | 14  | O    | GER Monique Angermüller      | 2:00.32 | +6.81     |                  |
| 24                | 13  | O    | JPN Maki Tabata              | 2:00.64 | +7.13     |                  |
| 25                | 12  | I    | CAN Brittany Schussler       | 2:00.65 | +7.14     |                  |
| 26                | 6   | I    | CHN Li Qishi                 | 2:00.89 | +7.38     |                  |
| 27                | 1   | I    | KAZ Yekaterina Aydova        | 2:00.93 | +7.42     |                  |
| 28                | 3   | I    | KOR Noh Seon-yeong           | 2:01.07 | +7.56     |                  |
| 29                | 7   | O    | GER Gabriele Hirschbichler   | 2:01.18 | +7.67     |                  |
| 30                | 9   | O    | JPN Ayaka Kikuchi            | 2:01.29 | +7.78     |                  |
| 31                | 10  | I    | JPN Nana Takagi              | 2:02.16 | +8.65     |                  |
| 32                | 5   | I    | NOR Hege Bøkko               | 2:02.53 | +9.02     |                  |
| 33                | 1   | O    | AUT Vanessa Bittner          | 2:02.84 | +9.33     |                  |
| 34                | 4   | O    | CAN Brianne Tutt             | 2:03.69 | +10.18    |                  |
| 35                | 4   | I    | KOR Yang Shin-young          | 2:04.13 | +10.62    |                  |
| —                 | 5   | O    | RUS Olga Fatkulina           | 1:57.88 | +4.37     | DSQ              |

Legenda
| Recorde mundial      | Recorde mundial (World record)               |                       | Recorde africano                      | Recorde africano (African) |                                           | Q | Classificado por posição (Qualified) |
| Recorde olímpico     | Recorde olímpico (Olympic record)            | Recorde da América    | Recorde da América (Americas)         | q                          | Classificado por melhor tempo (Qualified) |   |                                      |
| Melhor marca do ano  | Melhor marca do ano (World leading)          | Recorde asiático      | Recorde asiático (Asian)              | DNS                        | Não largou (Did not start)                |   |                                      |
| Recorde nacional     | Recorde nacional (National record)           | Recorde europeu       | Recorde europeu (European)            | DNF                        | Não terminou (Did not finish)             |   |                                      |
| Recorde pessoal      | Recorde pessoal do atleta (Personal best)    | Recorde da Oceania    | Recorde da Oceania (Oceania)          | DSQ / DQ                   | Desclassificado (Disqualified)            |   |                                      |
| Recorde da temporada | Recorde da temporada do atleta (Season best) | Recorde sul-americano | Recorde sul-americano (South America) | NM                         | Sem marca (No mark)                       |   |                                      |